# Johannes van Nepomukkapel (Leverkusen)
De Johannes van Nepomukkapel (Duits: Kapelle Johannes von Nepomuk) is een katholiek godshuis in Steinbüchel, een stadsdeel van Leverkusen.
Er was reeds in 1582 sprake van een kapel op de plaats van de huidige Johannes van Nepomukkapel. Ze was aan de heilige Antonius van Egypte gewijd en werd rond het jaar 1700 afgebroken. Volgens de muurankers dateert de huidige kapel uit het jaar 1737. 
Een gift van de weduwe Katharina Katternbach aan de Duitse Orde maakte de bouw mogelijk. In 1847 werd de kapel aan de zijde van het altaar met 10 meter verlengd.